# Hans Peter Klinke
Hans Peter Klinke (* 14. Mai 1908 in Bad Harzburg; † 1. Mai 1943 in Berlin-Reinickendorf) war ein deutscher Ingenieur.

## Leben
Klinke studierte an der Schlesischen Friedrich-Wilhelms-Universität Ingenieurwissenschaften. 1927 wurde er mit dem späteren Ritterkreuzträger Günther Ramser Mitglied des Corps Marcomannia Breslau. An der Technischen Hochschule Berlin wurde Albert Speer zum Studienfreund. Als Diplom-Ingenieur war Klinke ab 1932 Speers erster Mitarbeiter in seinem Berliner Büro. Bekannt wurde er durch die Neue Reichskanzlei, für die er die Bauausführung nach Entwürfen von Hitler und Speer übernahm. Zum 23. August 1938 trat er der SS bei (SS-Nummer 309.453), zum 9. November 1938 wurde er zum SS-Obersturmführer befördert. Nach einem Streit mit Speer, von dem er sich betrogen fühlte, meldete er sich 1942 zur Leibstandarte SS Adolf Hitler. Mit ihr zog er in den Deutsch-Sowjetischen Krieg. In der Schlacht bei Charkow (1943) erlitt er schwere Verwundungen. Er kam in das Lazarett Reinickendorf, wo er auf Vorschlag Speers von Hitler am 20. April 1943 zum Professor ernannt wurde. Wenig später starb er kurz vor seinem 35. Geburtstag. Speer selbst plante die große Trauerfeier am Pariser Platz.